# Lijst van spelers van New York City FC
Deze lijst omvat voetballers die bij de Amerikaanse voetbalclub New York City FC spelen of gespeeld hebben. De spelers zijn alfabetisch gerangschikt.

## A
- Nicolás Acevedo
- Saad Abdul-Salaam
- R. J. Allen
- Pablo Álvarez
- Eloi Amagat
- Angeliño
- Kwame Awuah

## B
- Mehdi Ballouchy
- Dan Bedoya
- Jo Inge Berget
- Connor Brandt
- Federico Bravo
- Frédéric Brillant
- Jeb Brovsky

## C
- Javier Calle
- Alexander Callens
- Miguel Camargo
- Valentín Castellanos
- Maxime Chanot

## D
- Mikkel Diskerud
- Matt Dunn

## F
- Shay Facey
- Akira Fitzgerald -

## G
- Chris Gloster
- Shannon Gómez
- Ned Grabavoy

## H
- Justin Haak
- Jack Harrison
- Héber
- Jason Hernandez
- Yangal Herrera
- Cédric Hountondji

## I
- Sebastien Ibeagha
- Andoni Iraola

## J
- Andrew Jacobson
- Eirik Johansen
- Sean Johnson

## L
- Frank Lampard
- Jonathan Lewis
- Mikey Lopez

## M
- Gary Mackay-Steven
- Rónald Matarrita
- Diego Martínez
- Thomas McNamara
- Ryan Meara
- Jesús Medina
- Jefferson Mena
- Stiven Mendoza
- Eric Miller
- Alexandru Mitriță
- Maximiliano Moralez
- Patrick Mullins

## N
- Adam Nemec

## O
- Ebenezer Ofori
- Sean Okoli

## P
- Keaton Parks
- Andrea Pirlo
- Kwadwo Poku

## R
- Alexander Ring
- Tony Rocha

## S
- James Sands
- Josh Saunders
- Joe Scally
- Khiry Shelton
- John Stertzer
- Andraž Struna
- Brad Stuver
- Ben Sweat

## T
- Ismael Tajouri
- Tony Taylor
- Anton Tinnerholm
- Juan Pablo Torres

## V
- Sebastián Velásquez
- David Villa

## W
- Rodney Wallace
- Kwame Watson-Siriboe
- Ethan White
- Josh Williams
- Chris Wingert

## Z
- Gedion Zelalem